# Cipedes (Sukajadi)
Cipedes is een bestuurslaag in het regentschap Kota Bandung van de provincie West-Java, Indonesië. Cipedes telt 28.189 inwoners (volkstelling 2010).